# MetOp

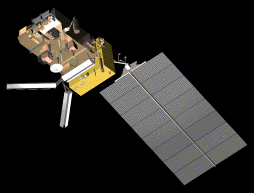
O satélite MetOp-A

MetOp (forma abreviada de Meteorological Operational satellite programme) é um empreendimento europeu, na atividade de fornecimento de serviços de dados para monitorar o clima e melhorar a previsão do tempo. O programa foi estabelecido em conjunto pela European Space Agency e a European Organisation for the Exploitation of Meteorological Satellites, formando o segmento espacial do EUMETSAT Polar System (EPS), o programa MetOp, é a contrapartida europeia para o programa conjunto entre a EUMETSAT e a NOAA, chamado Initial Joint Polar System (IJPS).

## História
O programa MetOp foi originalmente planejado com um conceito de satélite muito maior, chamado POEM (Polar-Orbit Earth-Observation Mission), um sucessor para as missões ERS-1/2 que usavam a "Columbus Polar Platform" (plataforma PPF). Essa ideia, no entanto, foi abandonada no Conselho Ministerial da ESA realizado em Granada, Espanha em 1992. Em seu lugar, foram concebidos os projetos: Envisat e MetOp. A aprovação para o programa EPS (EUMETSAT Polar System) foi concedida em Setembro de 1998.

## A missão
Os satélites do programa MetOp foram projetados para trabalhar em conjunto com o sistema de satélites da NOAA chamado POES, voando em órbitas complementares. A órbita dos satélites MetOp, é heliossíncrona, de tal forma que o trajeto do satélite ao redor da Terra esteja sempre no mesmo horário local, neste caso, no meio da manhã, enquanto os satélites da NOAA, trabalham no horário do meio da tarde.
Para atingir seus objetivos científicos, os satélites MetOp carregam no mínimo onze instrumentos, sendo cinco deles, da nova geração europeia enquanto os demais tem uma herança bem conhecida e aprovada nos satélites da NOAA e do CNES, contemplando a aquisição de dados de temperatura e humidade para obtenção de modelos de previsão numérica do tempo (NWP) em alta resolução, composição química da atmosfera, registro de condições climáticas e também auxílio em serviços de busca e salvamento.

## O satélite

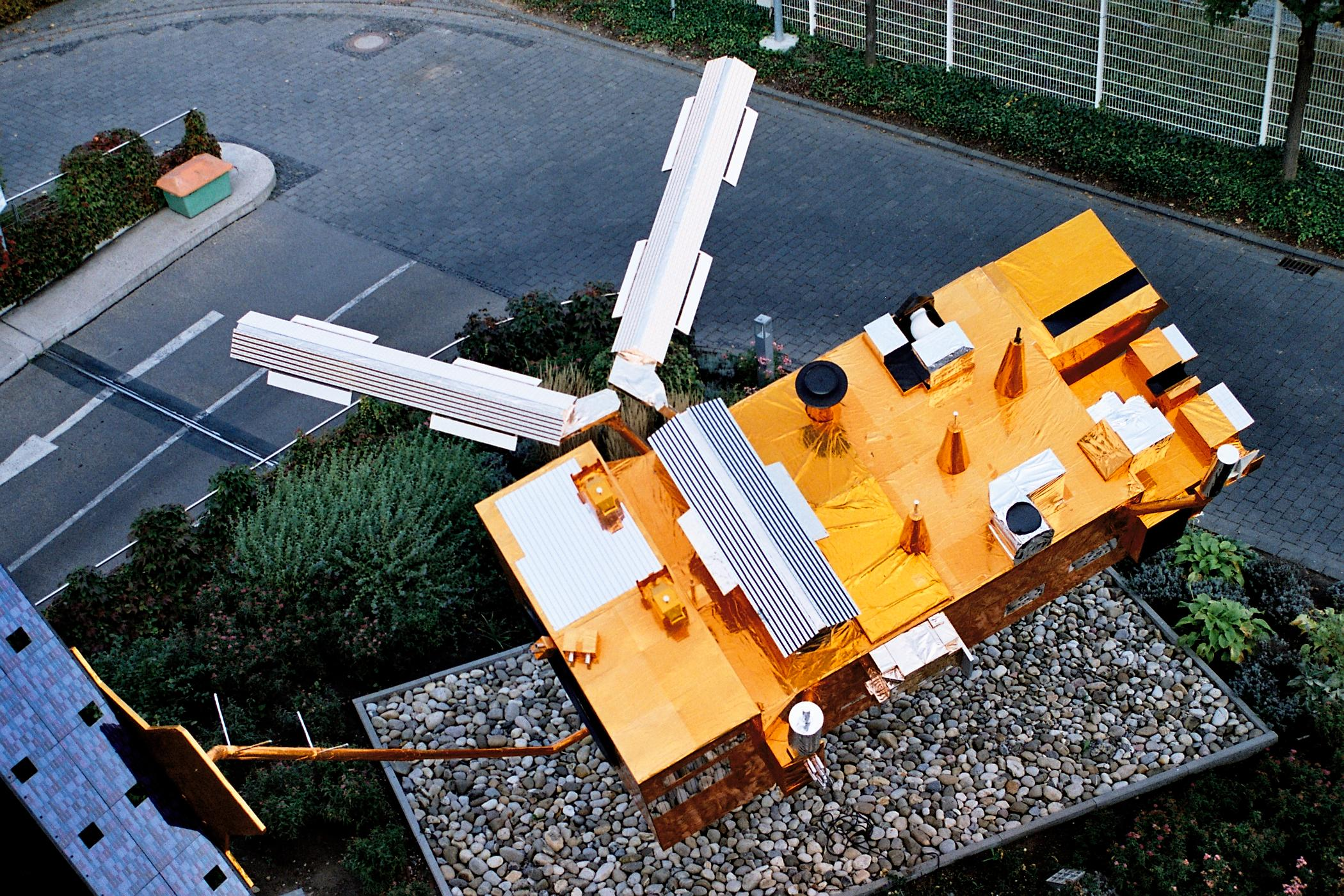
Modelo do MepOp em tamanho real

Os satélites MetOp são construídos sobre uma plataforma modular, constituída por um módulo de serviço, um módulo de carga útil e um conjunto de instrumentos.
O módulo de serviço, teve como base os satélites SPOT, e fornece alimentação via painéis solares e cinco baterias, cuida do controle de atitude em órbita, controle de temperatura além de rastreio, telemetria e comando (TT&C).
O módulo de carga útil, teve como base, os satélites Envisat, e é responsável pelo comando, controle e energia destinados aos instrumentos, além de aquisição e transmissão de dados científicos.
Os instrumentos científicos em si, são, em sua maioria, derivações e/ou evoluções sobre aqueles usados nos satélites: ERS, Envisat e TIROS.
A vida útil estimada para os satélites MetOp é de cinco anos.

## Lançamentos

### MetOp-A
O MetOp-A foi lançado com sucesso em 19 de Outubro de 2006, tornando-se o primeiro satélite meteorológico europeu em órbita polar. O lançamento foi feito a partir do Cosmódromo de Baikonur, Cazaquistão usando um foguete Soyuz-ST Fregat (Soyuz-2). Com 4.000 kg e medindo 17,6 × 6,5 × 5,2 m quando em órbita, o MetOp é o segundo maior satélite de observação da Terra depois do Envisat que havia sido lançado em 2002.
O primeiro sinal do satélite foi recebido no dia seguinte as 18:35 BST, confirmando que ele estava na órbita correta e com os painéis solares abertos. O satélite passou ao controle da EUMETSAT em 22 de Outubro, e a primeira imagem foi recebida as 08:00 UTC do dia 25 de Outubro de 2006. Foram necessários mais seis meses para ajustes e verificações até que ele fosse declarado como operacional, mas antes disso, o Met Office começou a receber dados e iniciou os testes e uso desses dados para abastecer os programas de previsão numérica do tempo. Ele foi declarado totalmente operacional em meados de Maio de 2007, pronto a atender seus usuários.

### MetOp-B
O MetOp-B foi lançado com sucesso em 17 de Setembro de 2012 as 18:28 CEST. O lançamento foi feito a partir do Cosmódromo de Baikonur, Cazaquistão usando um foguete Soyuz-2.1a. Ele passou para o controle da EUMETSAT no dia 20 do mesmo mês, enviou os primeiros dados no dia 28, e foi declarado totalmente operacional e anunciado como substituto do MetOp-A como o principal satélite meteorológico da EUMETSAT em órbita terrestre baixa (LEO), em Abril de 2013.

### MetOp-C
Existe a previsão de lançamento do terceiro e último satélite desta série, o MetOp-C, em 2016, a partir do Centro Espacial de Kourou. Lançamentos de novos satélites a cada cinco ou seis anos, garantem o contínuo fornecimento de dados de clima e tempo de longo prazo (no mínimo até 2020).